# Alchemilla compactilis
Alchemilla compactilis är en rosväxtart som beskrevs av Sergei Vasilievich Juzepczuk. Alchemilla compactilis ingår i släktet daggkåpor, och familjen rosväxter. Inga underarter finns listade i Catalogue of Life.